# Chiesa cattolica a Mauritius
La Chiesa cattolica a Mauritius è parte della Chiesa cattolica universale in comunione con il vescovo di Roma, il papa.

## Storia
La Chiesa cattolica è presente a Mauritius agli inizi del XVIII secolo, con l'arrivo della congregazione della Missione, che per più di un secolo si incarica da sola della evangelizzazione del paese; nasce nel 1772 la prefettura apostolica, che diventa vicariato apostolico nel 1819. Nel 1847 è eretta la diocesi di Port-Louis affidata ai benedettini inglesi, cui subentrano nel 1916 gli spiritani. Nel 1985 è stata istituita la "Conferenza episcopale dell'Oceano Indiano", di cui fanno parte le Chiese cattoliche di Mauritius, Seychelles, Réunion, Comore. Il 31 ottobre 2002 viene eretto il vicariato apostolico di Rodrigues, la cui popolazione è per il 91% cattolica.
La Chiesa di Mauritius ha ricevuto in due occasioni la visita pastorale di un papa: Giovanni Paolo II nel 1989, e Francesco nel 2019.

## Organizzazione ecclesiastica
La Chiesa cattolica è presente sul territorio con una diocesi, quella di Port-Louis ed un vicariato apostolico, quello di Rodrigues.
L'episcopato è membro di diritto della Conferenza Episcopale dell'Oceano Indiano, che raggruppa i vescovi di Comore, Mauritius, Riunione, Mayotte e Seychelles.

## Statistiche
La Chiesa cattolica a Mauritius al termine dell'anno 2007 su una popolazione di 1.179.841 persone contava 311.856 battezzati, corrispondenti al 26,4% del totale. Inoltre gestiva 78 istituti scolastici e 28 istituti di beneficenza.
| anno | popolazione | popolazione | popolazione | presbiteri | presbiteri | presbiteri | presbiteri                | diaconi | religiosi | religiosi | parrocchie |
| anno | battezzati  | totale      | %           | numero     | secolari   | regolari   | battezzati per presbitero | diaconi | uomini    | donne     | parrocchie |
| ---- | ----------- | ----------- | ----------- | ---------- | ---------- | ---------- | ------------------------- | ------- | --------- | --------- | ---------- |
| 2003 | 310.863     | 1.178.848   | 26,3        | 108        | 63         | 45         | 2.878                     |         | 74        | 260       | 49         |
| 2007 | 311.856     | 1.179.841   | 26,4        | 92         | 49         | 43         | 3.389                     | 1       | 79        | 227       | 44         |
| 2015 | 364.352     | 1.300.434   | 28,0        | 94         | 49         | 45         | 3.876                     |         | 116       | 190       | 41         |

## Nunziatura apostolica
La nunziatura apostolica a Mauritius è stata istituita il 9 marzo 1970 con il breve apostolico Nulli non cognitum di papa Paolo VI. Il nunzio risiede ad Antananarivo, in Madagascar.

### Pro-nunzi apostolici
- Michele Cecchini, arcivescovo titolare di Aquileia (1º marzo 1969 - 18 giugno 1976 nominato pro-nunzio apostolico in Jugoslavia)
- Sergio Sebastiani, arcivescovo titolare di Cesarea di Mauritania (27 settembre 1976 - 8 gennaio 1985 nominato nunzio apostolico in Turchia)
- Agostino Marchetto, arcivescovo titolare di Astigi (31 agosto 1985 - 7 dicembre 1990 nominato pro-nunzio apostolico in Tanzania)
- Blasco Francisco Collaço, arcivescovo titolare di Ottava (28 febbraio 1991 - 13 aprile 1996 nominato nunzio apostolico in Bulgaria)

### Nunzi apostolici
- Adriano Bernardini, arcivescovo titolare di Faleri (15 giugno 1996 - 24 luglio 1999 nominato nunzio apostolico in Thailandia)
- Bruno Musarò, arcivescovo titolare di Abari (25 settembre 1999 - 10 febbraio 2004 nominato nunzio apostolico in Guatemala)
- Augustine Kasujja, arcivescovo titolare di Cesarea di Numidia (9 giugno 2004 - 2 febbraio 2010 nominato nunzio apostolico in Nigeria)
- Eugene Martin Nugent, arcivescovo titolare di Domnach Sechnaill (13 marzo 2010 - 10 gennaio 2015 nominato nunzio apostolico in Haiti)
- Paolo Rocco Gualtieri, arcivescovo titolare di Sagona (24 ottobre 2015 - 6 agosto 2022 nominato nunzio apostolico in Perù)
- Tomasz Grysa, arcivescovo titolare di Rubicon, dal 21 marzo 2023